# Baleine bleue
Balaenoptera musculus
Vous lisez un « article de qualité » labellisé en 2009.
Espèce
Statut de conservation UICN

 EN A1abd : En danger
Statut CITES
La baleine bleue (Balænoptera musculus), appelée aussi rorqual bleu, est une espèce de cétacés de la famille des balænopteridés. Sa longueur moyenne est de 25 à 27 m pour une masse de 130 tonnes, les femelles étant plus grandes que les mâles. C'est le plus gros animal vivant à notre époque et même, dans l'état actuel des connaissances, ayant vécu sur Terre (devant deux grands sauropodes dont le Diplodocus hallorum). Le spécimen confirmé le plus long mesurait 33,5 m de long et le plus lourd pesait 190 tonnes,.
Long et mince, le corps de la baleine bleue peut prendre diverses teintes de gris bleuté sur le dos et un peu plus clair en dessous. On dénombre au moins trois sous-espèces distinctes : B. m. musculus dans l’Atlantique Nord et le Pacifique Nord, B. m. intermedia de l’océan Antarctique et B. m. brevicauda découverte dans l’océan Indien et dans le sud de l’océan Pacifique. B. m. indica, découverte dans l’océan Indien, pourrait être une autre sous-espèce. Comme les autres baleines, la baleine bleue se nourrit essentiellement d’un petit crustacé, le krill, de planctons mais également de petits poissons et parfois de calmars.
Les baleines bleues étaient abondantes dans presque tous les océans avant le début du XXe siècle. Pendant près de quarante ans, elles furent chassées par les baleiniers qui ont amené l'espèce au bord de l'extinction avant qu'elle ne soit protégée par la communauté internationale en 1966. Un rapport de 2002 estimait qu’il y avait entre 5 000 et 12 000 baleines bleues à travers le monde, localisées dans au moins cinq groupes. En 2018, l'UICN estime la population entre 5 000 et 15 000 individus. Des études plus récentes sur la sous-espèce B. m. brevicauda suggèrent qu’il pourrait s’agir d’une sous-estimation. Avant la chasse industrielle à la baleine, la plus forte population se trouvait dans l’Atlantique, qui en comptait approximativement 240 000 (entre 202 000 et 311 000). L'espèce est classée en danger d'extinction par l'UICN.

## Description

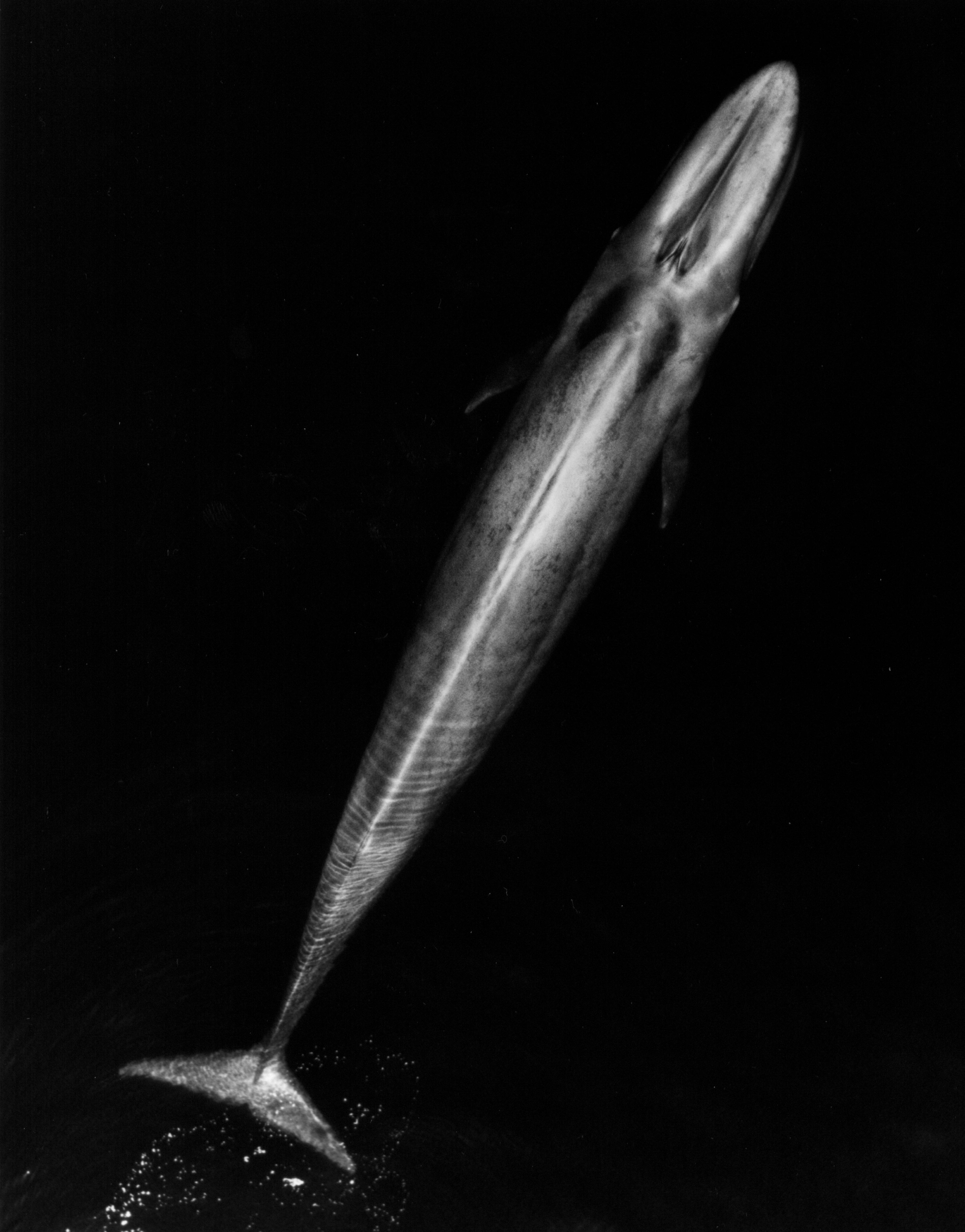
Baleine bleue adulte.

### Morphologie générale
La baleine bleue a un long corps effilé qui peut paraître étiré en comparaison du corps trapu des autres baleines. Sa tête est plate et a la forme d’un U. Une crête médiane se dessine entre les évents et l’extrémité de la mâchoire supérieure. La bouche est densément remplie d'environ 300 fanons (chacun d’environ un mètre de long) de couleur noire qui pendent de la mâchoire supérieure, et reviennent d’environ 0,5 mètre à l’intérieur de la gueule de l’animal. Entre 60 et 90 sillons (appelées plis ventraux) longent la gorge parallèlement au corps. Ces plis facilitent l’évacuation d’eau de la bouche après la prise de nourriture. La nageoire dorsale est petite et visible seulement brièvement lors de la séquence de plongée. Localisée environ aux trois quarts du corps de l’animal, sa forme varie d’un individu à l’autre ; chez certains individus elle se présente comme une bosse presque imperceptible, mais d’autres ont une nageoire dorsale proéminente et falciforme.
Quand elle fait surface pour respirer, la baleine bleue élève son évent hors de l’eau avec une plus grande ampleur que d’autres grandes baleines telles que le rorqual commun et le rorqual boréal. Cette caractéristique peut être utilisée pour la différencier des autres espèces en mer. Certaines baleines bleues de l’Atlantique Nord élèvent leur nageoire caudale quand elles plongent. L'eau soulevée par l'air qu'expire la baleine après une plongée atteint généralement 9 mètres, mais peut aller jusqu’à 12 mètres, et peut être vue de loin par temps calme. Les baleines bleues ont des évents jumeaux, protégés par un repli de fibres graisseuses. De puissants muscles en actionnent l’ouverture.
Les nageoires mesurent de trois à quatre mètres. Les faces supérieures sont grises avec une mince bordure blanche. Les faces inférieures sont blanches. La tête et la queue sont généralement uniformément grises. La partie supérieure de la baleine, et parfois les nageoires, sont généralement tachetées. L’importance de ces taches varie significativement d’un individu à l’autre. Certains peuvent être de couleur uniformément gris ardoise quand d’autres montrent des variations importantes de bleus foncés, gris et noirs dans un motif tacheté.
Les baleines bleues peuvent atteindre une vitesse de 50 km/h lors de courtes accélérations, notamment lors d’ébats avec d’autres baleines, mais leur vitesse de croisière est de 20 km/h. Quand elles se nourrissent, elles ralentissent à 5 km/h.

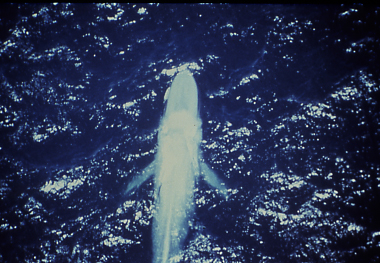
Vue aérienne d’une baleine bleue montrant ses deux nageoires pectorales.
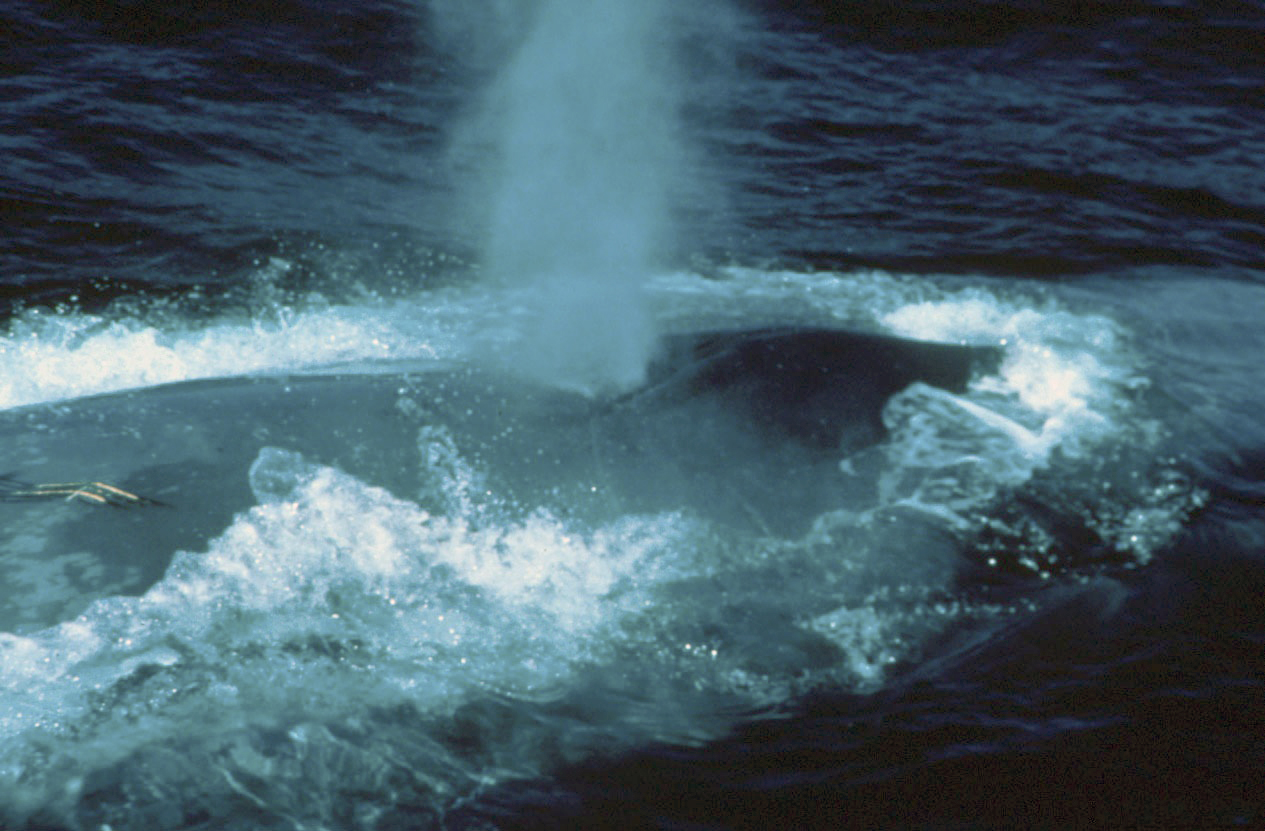
Le souffle de la baleine bleue.
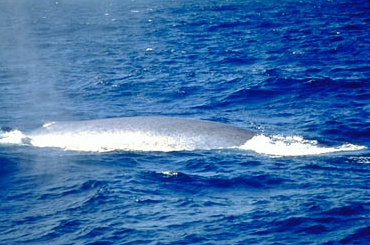
La petite nageoire dorsale de cette baleine bleue est juste visible tout à fait à gauche de l’image.
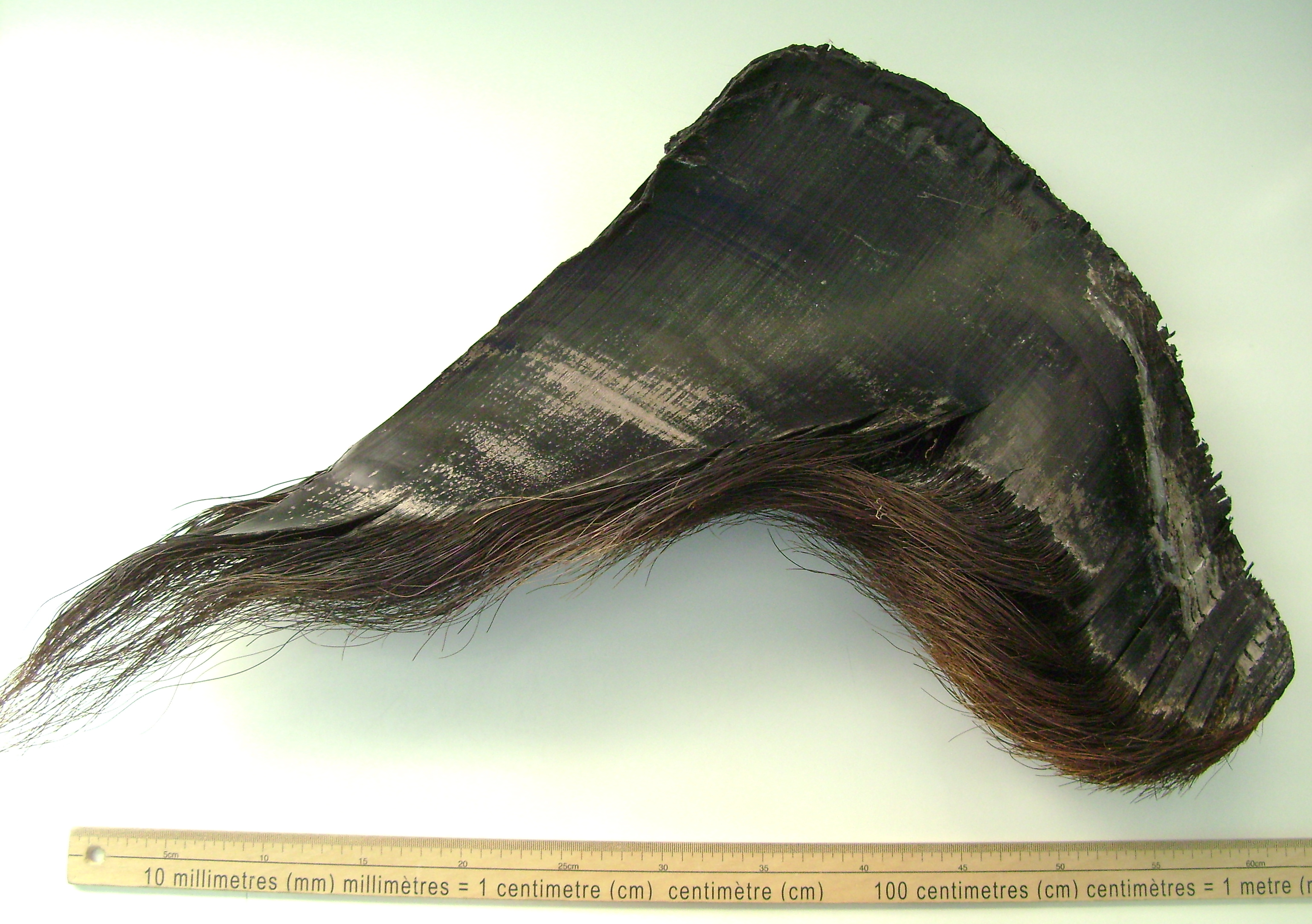
Fanons de rorqual bleu.

### Mensurations

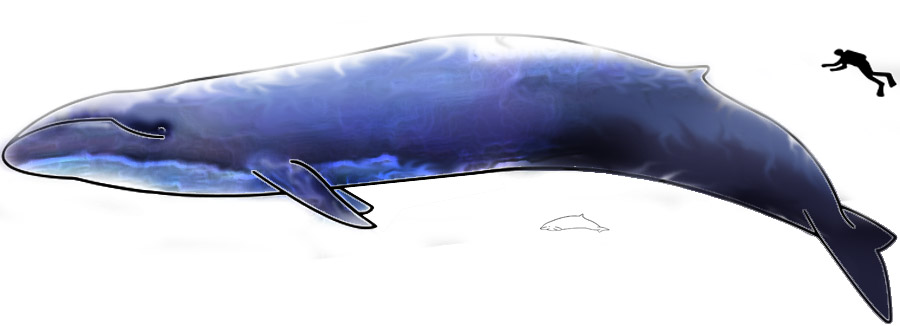
Comparaison de taille entre une baleine bleue, un dauphin d'Hector et un homme.

La baleine bleue est difficile à peser du fait de sa grande taille. La plupart des baleines bleues tuées par les baleiniers n’ont pas été pesées entières mais après avoir été coupées en morceaux plus faciles à gérer. Cela cause une sous-estimation du poids total de la baleine due à la perte de sang et autres fluides. Néanmoins, des masses variant entre 150 et 170 tonnes furent enregistrées sur des animaux atteignant 27 m de longueur. Le poids d’un individu de 30 mètres est estimé à plus de 180 tonnes par le National Marine Mammal Laboratory (NMML). La plus grosse baleine bleue pesée avec précision par les scientifiques du NMML, jusqu'en 2002, est une femelle de 177 tonnes. La baleine peut atteindre de telles masses parce qu'il s'agit d'un animal marin. En effet, l'eau l'aide à soutenir son poids, sans quoi ses os ne seraient pas assez résistants et elle s'effondrerait sur elle-même.
La baleine bleue est considérée comme le plus gros animal ayant jamais vécu sur notre planète. Le plus grand dinosaure connu de l’ère Mésozoïque était l’Argentinosaurus, dont on estime le poids à environ 90 tonnes, bien qu’une vertèbre controversée d'Amphicoelias fragillimus puisse révéler l’existence d’un animal avoisinant 122 tonnes et 40 à 60 mètres. De plus le dinosaure Bruhathkayosaurus aurait pu atteindre 175 ou 220 tonnes, mais cette estimation n'est pas certaine, les fossiles retrouvés étant trop parcellaires. Le poisson éteint Leedsichthys pourrait avoir approché cette taille. Cependant, il est difficile de se procurer des fossiles complets, ce qui rend les comparaisons de taille difficiles. Tous ces animaux restent considérés comme moins lourds que la baleine bleue.
Cependant en termes de longueur, elle ne détient pas le record. En Écosse, on a déjà découvert un ver marin (le ver lacet Lineus longissimus) de plus de 50 m de long. Il y a également la méduse à crinière de lion, ou encore le siphonophore géant, dépassant tous deux les 40 mètres de long. Sur Terre, des fossiles de sauropodes tels que Amphicoelias ou Bruhathkayosaurus suggérent des tailles approchant les 50 m.
Il reste des incertitudes à propos de la plus grande baleine bleue jamais rencontrée, étant donné que la plupart des données proviennent de baleines bleues tuées dans les eaux de l’Antarctique durant la première moitié du XXe siècle et qu'elles furent collectées par des baleiniers peu initiés aux normes de mesures techniques en zoologie. Les plus longues baleines bleues jamais mesurées sont deux femelles mesurant respectivement 33,6 et 33,3 m. La plus longue baleine mesurée par les scientifiques au NMML était de 29,9 m.

### Anatomie et physiologie

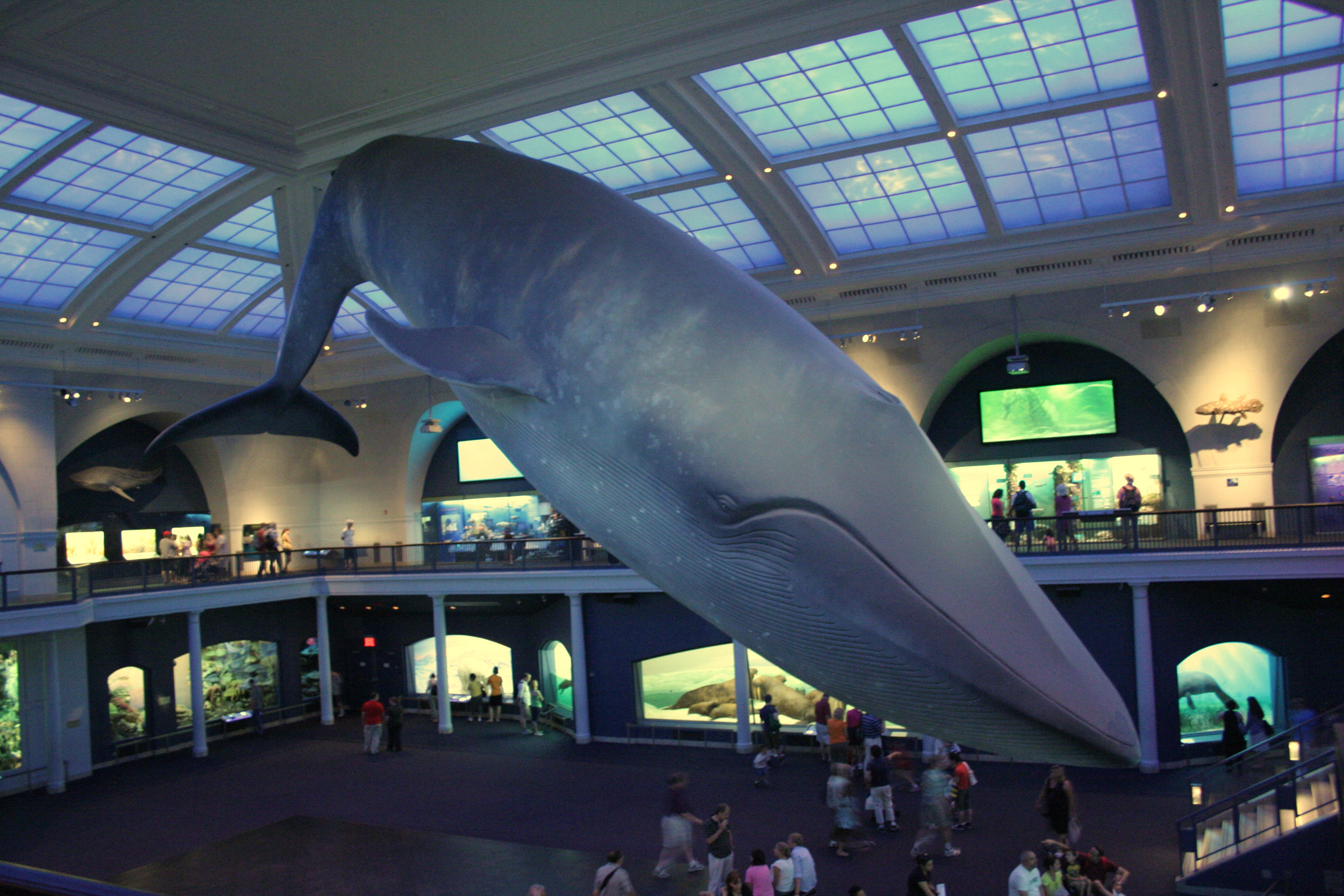
Reconstitution grandeur nature d'une baleine bleue dans un hall de l'American Museum of Natural History.

La tête de la baleine bleue est particulièrement large par rapport à celle d'autres espèces de baleines. Par ailleurs sa tête représente presque un quart de la longueur totale de la baleine. La baleine bleue possède entre 63 et 65 vertèbres, réparties de la manière suivante : 7 cervicales, 15 à 16 dorsales, 14 à 16 lombaires et 26 à 28 sacrées. Elle a 15 paires de côtes dont une seule s'articule sur le sternum.
La taille gigantesque de la baleine bleue se retrouve au travers de ses organes. Ainsi, une langue de baleine bleue pèse environ 2,7 tonnes et quand sa gueule est complètement ouverte, elle est assez grande pour contenir 90 tonnes d’eau et de nourriture. En dépit de la taille de sa gueule, les dimensions de sa gorge sont telles que la baleine bleue ne peut avaler un objet d’une taille supérieure à celle d’un ballon de plage,.
Son cerveau a une masse d'environ 6,92 kg mais ne représente que 0,007% de son poids total, ce qui est nettement inférieur à celle de l'humain. Son cœur pèse 181 kg (pour une baleine de 23 mètres) et il est plus gros que celui de n’importe quel animal. Il met en circulation 10 000 litres de sang. Son rythme est caractérisé par une grande plage dynamique, allant de la bradycardie à la tachycardie. Le rythme cardiaque au repos est de 15 bpm. Lors des plongées en profondeur, il se trouve en général entre 4 et 8 bpm, allant jusqu'à 2 bpm. Alors qu'à la surface après une plongée, le rythme cardiaque se trouve entre 25 et 37 bpm. Une aorte de baleine bleue a un diamètre d’environ 23 cm. Sa capacité pulmonaire est de 5 000 litres. Son foie pèse environ une tonne. Elle possède aussi le record du plus gros pénis du règne animal, avec une longueur qui peut atteindre 2,4 mètres.
Après six à vingt respirations à la surface au cours d'une période de une à cinq minutes, les baleines bleues plongent généralement pour cinq à quinze minutes, voire parfois plus. Ainsi, la plus longue plongée enregistrée est de trente-six minutes. La plongée la plus profonde a été enregistrée à 204 m. À l'instar d'autres mammifères marins plongeurs, la baleine bleue peut prolonger la durée de ses plongées aérobies en profitant de la flottabilité négative caractéristique des grandes profondeurs.
Le corps de la baleine bleue est recouvert d'une couche de graisse d'une épaisseur de 5 à 30 cm, suivant la période de l'année, qui joue un rôle dans la régulation de sa température corporelle. Cette graisse constitue également une réserve d'énergie mobilisable durant la migration des baleines, période où elles se nourrissent peu. Au total, la graisse d'une baleine bleue peut atteindre une masse de 50 tonnes.

## Écologie et comportement

### Comportement

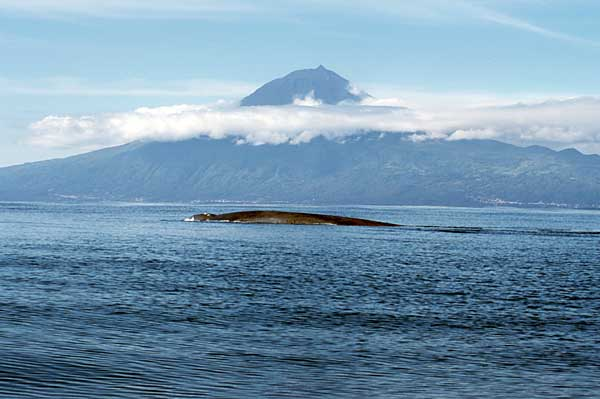
Une baleine bleue avec l'île de Pico aux Açores en arrière-plan

La baleine bleue vit généralement seule ou avec un autre individu. On ne sait pas si celles qui voyagent en paire restent ensemble pour de longues périodes ou si elles forment seulement des relations passagères. Dans des lieux dans lesquels on trouve une forte concentration de nourriture on a pu voir jusqu’à 50 baleines bleues regroupées dans une aire réduite. Cependant elles ne forment pas de grands groupes structurés comme on peut le voir chez d’autres espèces de baleines.
Les baleines passent l’été dans les hautes latitudes, plus fraîches, où elles se nourrissent des eaux abondantes en krill ; elles passent l’hiver dans des eaux plus chaudes à des latitudes moins importantes, où elles se reproduisent et mettent bas. Au cours de la migration, elles ne s'alimentent quasiment pas et mobilisent près de la moitié de leurs réserves corporelles, qui représentent elles-mêmes 70 % de leur masse corporelle avant le départ. Dans les eaux tempérées où le krill est peu abondant elles consomment jusqu'à dix fois moins de nourriture par jour. La migration vise principalement à faire naître le baleineau, qui n'a pas à la naissance une protection thermique aussi efficace que celle de l'adulte, dans des eaux suffisamment chaudes.

### Alimentation

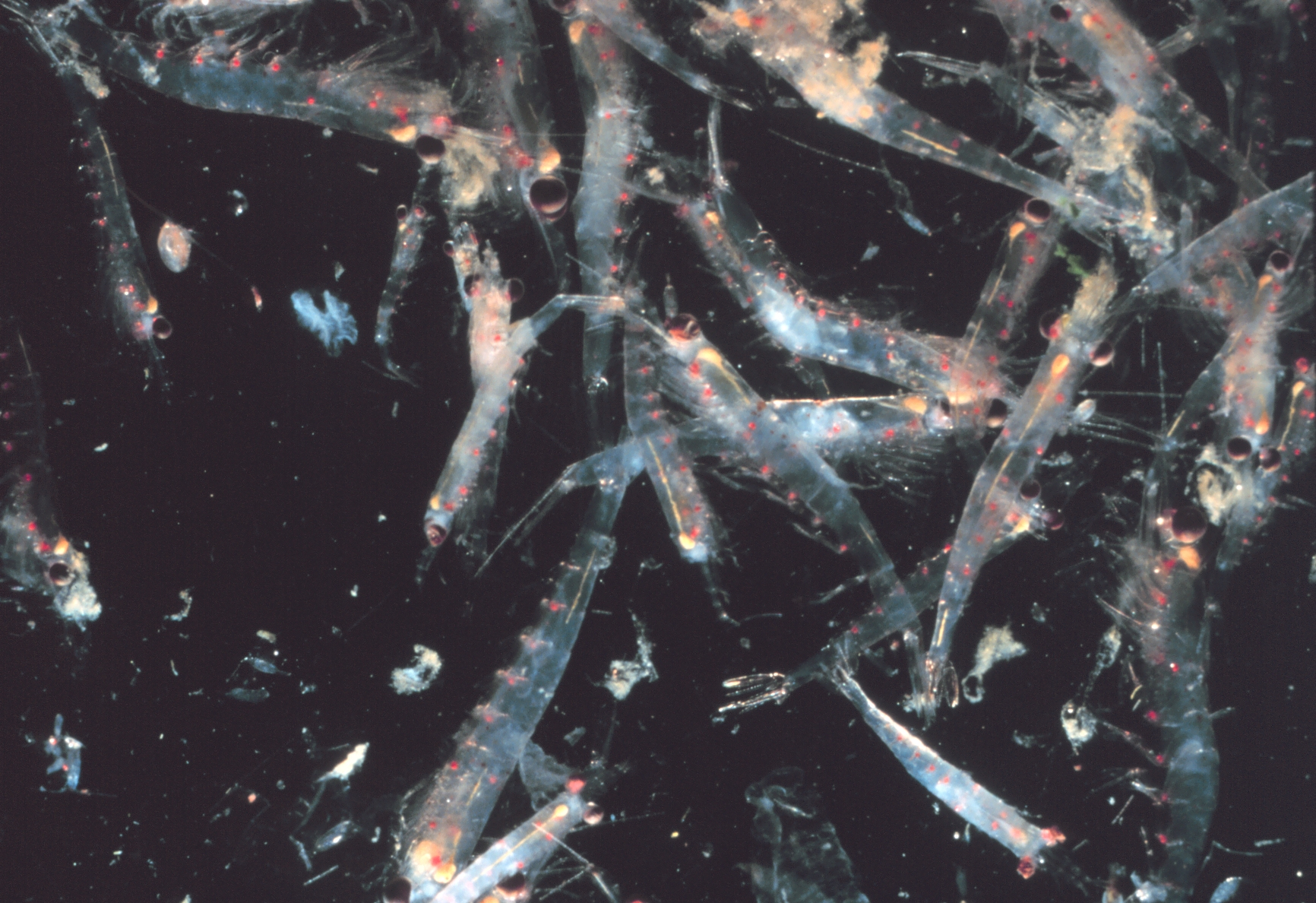
Le krill, base de l'alimentation de la baleine bleue.

La baleine bleue se nourrit presque exclusivement de krill, bien qu’elle consomme également des copépodes, mais dans des proportions moindres. Les espèces d'euphausiacés consommées par la baleine bleue varient d’un océan à l’autre. Dans l’Atlantique nord Meganyctiphanes norvegica, Thysanoessa raschii, Thysanoessa inermis et Thysanoessa longicaudata sont usuellement consommées,,. Dans le Pacifique nord il s’agit principalement d’Euphausia pacifica, Thysanoessa inermis, Thysanoessa longipes, Thysanoessa spinifera, Nyctiphanes simplex et Nematoscelis megalops, et dans l’Antarctique d’Euphausia superba, Euphausia crystallorophias et Euphausia valentin,,.
Une baleine bleue adulte peut ingurgiter quarante millions d'euphausiacés en une journée. Les baleines se nourrissent toujours dans des zones où la concentration de krill est très importante, consommant parfois 3 600 kg de krill en une seule journée. Cela signifie qu’elles se nourrissent à une profondeur supérieure à cent mètres la journée et seulement en surface la nuit. La durée de plongée est généralement de dix minutes durant la phase d’alimentation, bien que les plongées de vingt minutes soient communes. La baleine se nourrit en se précipitant sur des bancs de krill, engloutissant les crustacés ainsi qu’une grande quantité d’eau. Dans sa gueule, l’eau est ensuite filtrée à travers les fanons par une pression provenant de la poche ventrale et de la langue. Le krill, incapable quant à lui de passer à travers les fanons, est alors avalé. La baleine bleue consomme au passage des petits poissons, des crustacés et des calmars pris avec le krill,. Lors de ces phases d'engloutissement, les baleines bleues accélèrent à grande vitesse et engloutissent un volume d'eau chargé de proies plus grand que leur propre corps. Cette méthode d'alimentation est métaboliquement très coûteuse. Avec un taux métabolique estimé comme étant 50 fois plus important que le métabolisme de base .

### Reproduction et longévité

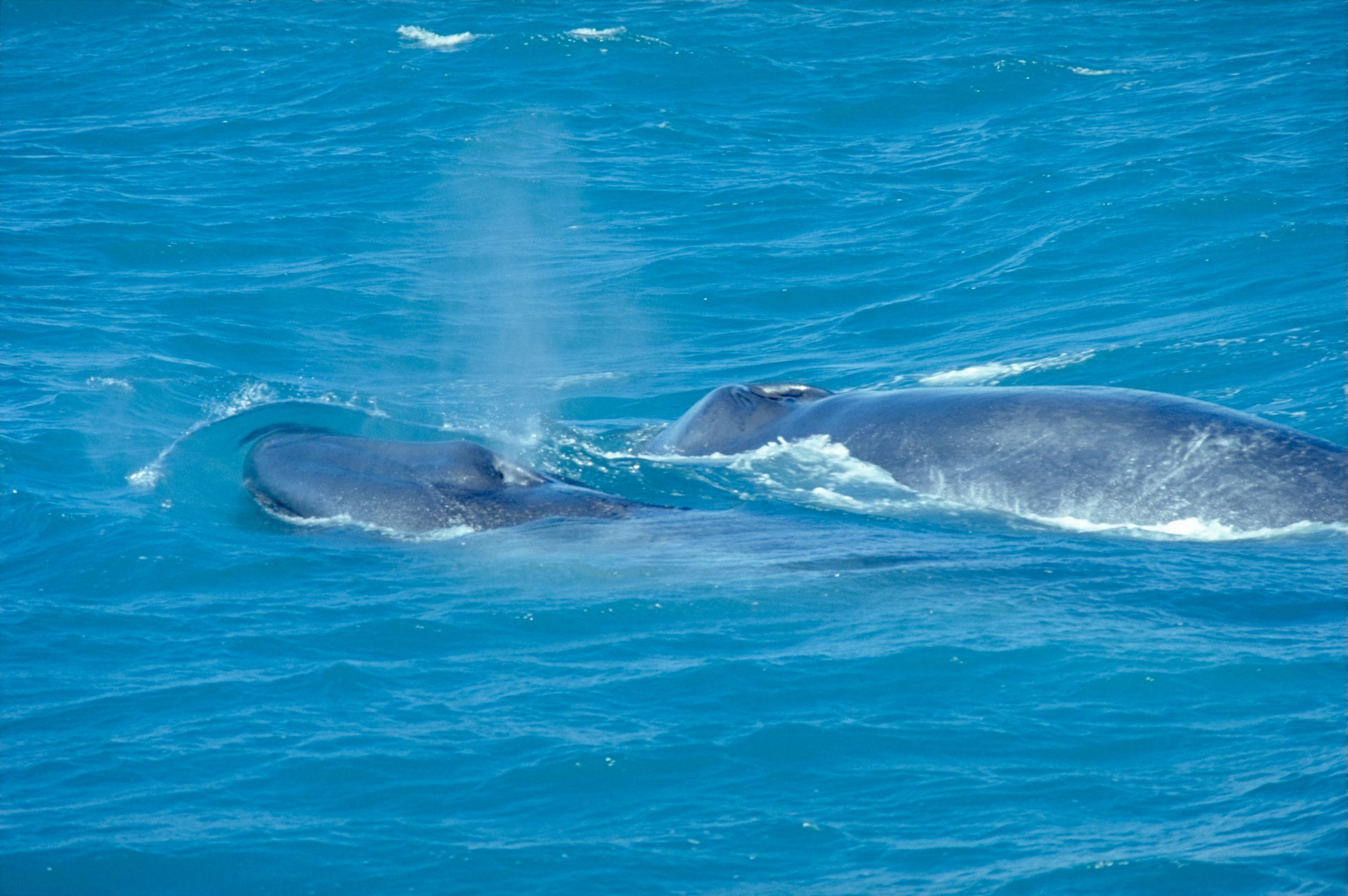
Une baleine bleue avec son baleineau

La période de reproduction commence à la fin de l’automne et se poursuit jusqu’à la fin de l’hiver. Les femelles donnent généralement naissance à un baleineau une fois tous les deux à trois ans au début de l’hiver, après une gestation allant de dix à douze mois. Les baleineaux pèsent environ deux tonnes et demi pour une longueur d’environ 7 m. Ils boivent entre 380 et 570 litres de lait par jour et grossissent très rapidement : ils peuvent prendre 90 kg par jour. Le sevrage a lieu après sept à neuf mois, alors que le baleineau a doublé de longueur. Les baleines, mâles et femelles, atteignent leur maturité sexuelle entre cinq et quinze ans. Dans l'hémisphère Nord, les femelles mesurent entre 21 et 23 m et les mâles entre 20 et 21 m. Les individus de l'hémisphère sud sont légèrement plus grands, les femelles mesurant de 23 à 24 m et les mâles 22 m.
Les scientifiques estiment que les baleines bleues ont une longévité d’au moins 80 ans,,. Toutefois, puisque les enregistrements individuels ne remontent pas au-delà de l’ère de la chasse à la baleine, cela ne sera pas connu avec précision avant de nombreuses années. L’enregistrement le plus long d’un individu est de 34 ans, dans le nord-est du Pacifique (reporté par Sears, 1998). Les seuls prédateurs naturels des baleines sont les orques. Des études rendent compte que dans la mer de Cortez 25 % des baleines bleues adultes ont des cicatrices résultant d’attaques d’orques. Le taux de mortalité liée à ces attaques est inconnu.
Il est très rare de voir s’échouer des baleines bleues, et du fait de la structure sociale de l’espèce, aucun échouage en masse n’a jamais été mentionné. Toutefois lorsqu’un échouage a lieu, il peut mobiliser l’attention du public. En 1920, une baleine bleue s’échoua près de Bragar (en), sur l'île de Lewis dans les Hébrides extérieures en Écosse. Elle avait été touchée à la tête par un baleinier mais le harpon n’avait pas explosé. Comme pour les autres mammifères, l’instinct primaire de la baleine fut d’essayer de gagner le rivage, quitte à s’échouer sur la plage, pour éviter la noyade. Deux des os de la baleine furent érigés près d’une route importante à Lewis, et restent une attraction pour les touristes.

### Vocalisations
Des estimations réalisées par Cummings et Thompson (1971) suggèrent que les sons émis par la baleine bleue oscillent entre 155 et 188 décibels,. Tous les groupes de baleines bleues font des appels d’une fréquence de base variant entre dix et quarante hertz, alors que la plus faible fréquence perceptible par l’homme est généralement de vingt hertz. Les appels de la baleine bleue durent entre dix et trente secondes. De plus on a enregistré des baleines bleues au large du Sri Lanka réalisant des chants sous la forme de répétitions de quatre notes durant environ deux minutes chacune, rappelant les célèbres chants des baleines à bosse. Ce phénomène n’ayant jamais été observé dans d’autres populations, cela pourrait être propre à la sous-espèce B. m. brevicauda.
On connait assez mal le véritable rôle de ces vocalisations. Richardson et al. (1995) évoquent six raisons possibles :
- maintenir une distance inter-individus ;
- identifier l’espèce et l’individu ;
- transmettre des informations (alimentation, alerte, cour) ;
- organiser la vie sociale (appels entre mâles et femelles) ;
- localiser des caractéristiques topographiques ;
- localiser des ressources en nourriture.

Dans les zones de trafic maritime, les infrasons des chants de cétacés peuvent être pollués (pollution sonore) par le bruit des navires. Pour pouvoir néanmoins capter et reconnaitre ces chants dans le cadre des inventaires naturalistes un logiciel basé sur un processus similaire à ceux utilisés en imagerie (élimination du bruit de fond) a été mis au point (dans le Golfe du Saint-Laurent) au sein de l'Université du Québec à Rimouski (UQAR).

### Commensalisme et parasitisme
Les baleines bleues sont en relation constante avec une grande diversité d’organismes vivants de très petite taille. Ainsi, elles sont fréquemment couvertes de diatomées, des organismes qui sont visibles sur sa peau en formant des taches couleur rouille, notamment sur la partie inférieure du corps de la baleine. Les diatomées présentes sur la peau des baleines appartiennent à l’espèce Cocconeis ceticola.
En comparaison d’autres espèces de baleines à fanons, le corps de la baleine bleue est assez lisse et abrite seulement quelques balanes autour des yeux, de la bouche et des organes génitaux. On y rencontre également parfois un petit copépode, penella. Tous ces organismes ne causent aucun dommage à leur hôte, et ne peuvent pas être considérés comme des parasites mais plutôt comme des organismes commensaux.
Comme les autres baleines, les baleines bleues hébergent divers parasites internes dans leur foie, leurs intestins, leur estomac ou leur tractus urogénital. Ces parasites appartiennent aux groupes des cestodes, trématodes et nématodes. On a également signalé la présence de quatre espèces au moins du genre Bolbosoma (acanthocéphales) dans l’ensemble de la population de baleines bleues. Il s’agit de petits animaux parasites vermiformes qui se fixent à la paroi intestinale.

## Étymologie et dénomination
Les baleines bleues sont des rorquals (de la famille des Balaenopteridae), une famille qui comprend la baleine à bosse, le rorqual commun, le rorqual de Bryde, le rorqual boréal et la baleine de Minke.
Le nom d’espèce musculus vient du latin et signifie musculaire, mais peut également être interprété comme « petite souris ». Linné qui nomma l’espèce dans son œuvre-phare Systema Naturae de 1758 devait savoir cela et pourrait avoir intentionnellement choisi ce double sens ironique. L’espèce a été surnommée sulphur bottom (littéralement « dessous sulfureux ») par Herman Melville dans son roman Moby Dick du fait de la couleur brun-orangé teintée de jaune de ses parties inférieures, due à un film de diatomées recouvrant sa peau. La baleine bleue a également été connue sous les noms de rorqual de Sibbald (du nom de sir Robert Sibbald), de grande baleine bleue et de grand rorqual bleu. Toutes ces dénominations sont tombées en désuétude ces dernières décennies.

## Répartition et habitat

Carte de répartition de la baleine bleue.

Depuis l’interdiction de la chasse, les études n’ont pas permis de déterminer si la population totale de baleines bleues est stable ou en augmentation. Dans l’Antarctique, les meilleures estimations montrent une augmentation significative de 7,3 % par an depuis la fin de la chasse illégale par l’URSS, mais le nombre de baleines reste au-dessous de 1 % des niveaux originels. On suggère également que les populations islandaises et californiennes augmentent, mais cette augmentation n’est pas statistiquement significative. La population mondiale totale était estimée entre 5 000 et 12 000 individus en 2002, bien qu’il y ait un fort degré d’incertitude dans les estimations disponibles pour de nombreuses zones. En 2018, l'IUCN estime la population entre 5 000 et 15 000 individus. La baleine bleue reste classée parmi les espèces animales dites « en danger » dans la liste rouge de l'UICN des espèces menacées, et il en est ainsi depuis la création de la liste.
La plus grande concentration de baleines connue, un groupe de 2 000 individus, est la population du nord-est du Pacifique de B. m. musculus, une sous-espèce dont l’aire de distribution s’étale de l’Alaska au Costa Rica, mais qui est le plus souvent aperçue au large de la Californie durant l’été. Cette population s’égare occasionnellement au nord-ouest du Pacifique ; quelques rares individus ont été aperçus entre le Kamtchatka et le nord du Japon.

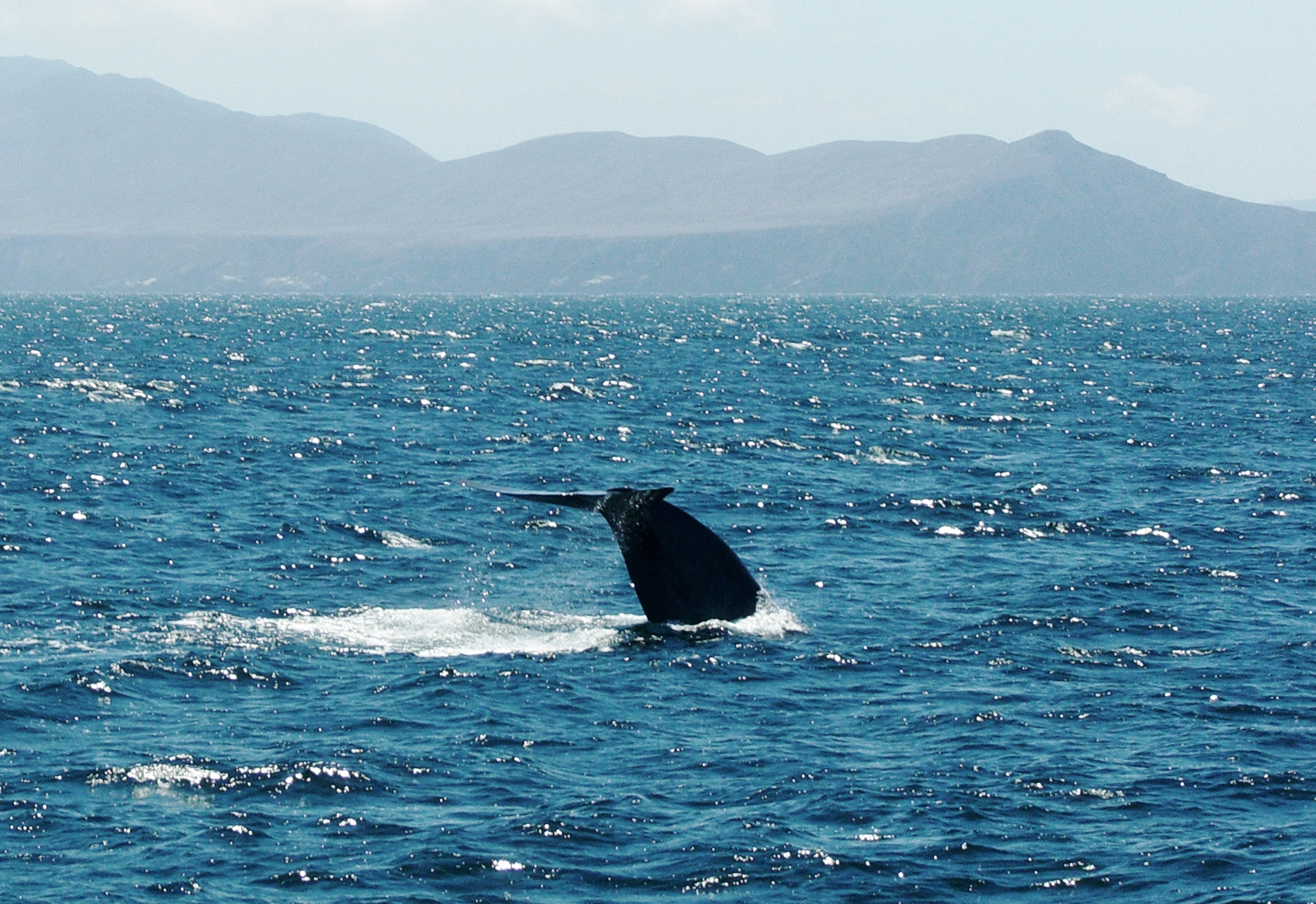
Image de la queue d’une baleine bleue devant les Channel Islands de Californie.

Dans l’Atlantique Nord, deux groupes de B. m. musculus sont connus. Le premier est localisé au large du Groenland, de Terre-Neuve, de la Nouvelle-Écosse et du golfe du Saint-Laurent. Ce groupe est estimé à environ 500 individus. Le second, plus à l’est, est aperçu des Açores au printemps à l’Islande en juillet et août ; on pense que les baleines suivent la dorsale médio-Atlantique entre ces deux îles volcaniques. L'espèce est observées en moyenne tous les dix ans dans les eaux françaises. Au-delà de l’Islande, des baleines bleues ont été aperçues au nord jusqu’au Svalbard et à l'île Jan Mayen, mais de tels cas sont rares. Les scientifiques ne savent pas où ces animaux passent leurs hivers. La population totale de l’Atlantique Nord est estimée à environ 600 à 1 500 individus.
Dans l’hémisphère sud, on peut observer deux sous-espèces distinctes, B. m. intermedia, la baleine bleue de l’Antarctique, et B. m. brevicauda, découverte dans les eaux de l’océan Indien. Les récentes estimations de la population de baleines bleues en Antarctique ont donné des résultats variant entre 1 100 et 1 700 individus. Des études sur le nombre de B. m. brevicauda sont en cours. Des estimations de 1996 indiquaient qu’une petite région au sud de Madagascar hébergeait à elle seule de 424 à 472 membres de cette sous-espèce, ce qui signifierait que leur nombre total se compte en milliers. Dans cette hypothèse, la population mondiale serait supérieure aux estimations actuelles.
Une quatrième sous-espèce, B. m. indica fut décrite par Edward Blyth en 1859 au nord de l’océan Indien, mais les difficultés pour identifier des critères distinguant cette sous-espèce conduisent à la regrouper avec B. m. brevicauda. Des enregistrements de prises soviétiques semblent indiquer que la taille de la femelle adulte est plus proche de celle de B. m. brevicauda que de B. m. musculus ; toutefois, les populations de B. m. indica et de B. m. brevicauda apparaissent comme étant distinctes et leurs périodes de reproduction diffèrent de presque six mois.
Les habitudes migratoires de ces populations ne sont pas bien connues. Par exemple, des B. m. brevicauda ont été observées au nord de l’océan Indien (Oman, Maldives, Sri Lanka) où elles pourraient former une population résidente distincte. De plus, les baleines bleues aperçues au large du Chili et du Pérou pourraient également constituer une population distincte. Certaines baleines bleues de l’Antarctique s’approchent du sud-est de l’océan Atlantique en hiver, et leurs chants sont parfois entendus au large du Pérou, de l’ouest de l’Australie et dans le nord de l’océan Indien. Récemment, une zone de regroupement alimentaire de l'espèce a été découverte dans le golfe de Corcovado, au large des côtes de l’île de Chiloé, dans le sud du Chili ; un important programme de recherches et de conservation a depuis lors été mis en œuvre par le Cetacean Conservation Center, en collaboration avec la marine chilienne.
Les efforts pour recenser la population de baleines bleues avec une plus grande précision sont appuyés par des mammalogistes marins à l’université Duke qui maintiennent le système OBIS-SEAMAP (Ocean Biogeographic Information System - Spatial Ecological Analysis of Megavertebrate Populations), un recueil de données recensant les apparitions de mammifères marins rassemblant des informations de 130 sources.

## Systématique

### Taxonomie
Il y a eu au moins 11 cas avérés d’hybrides adultes entre la baleine bleue et le rorqual commun observés dans la nature. Une étude de l'Université de Toronto portant sur 31 baleines bleues de l'Atlantique Nord a montré qu'environ 3,5 % de leur ADN provient des rorquals communs.  Arnason et Gullberg décrivent la distance génétique entre ces deux baleines comme similaire à celle séparant l’homme du gorille. Des hybrides entre la baleine bleue et la baleine à bosse ont également déjà été observés.
Les scientifiques classent les populations de l’espèce en trois ou quatre sous-espèces : B. m. musculus, comprenant les populations du nord du Pacifique et de l’Atlantique, B. m. intermedia, la baleine bleue de l’océan Antarctique, B. m. brevicauda, également appelée baleine bleue pygmée et découverte dans l’océan Indien et le sud du Pacifique,, et la plus problématique B. m. indica, qui est également présente dans l’océan Indien et bien que décrite antérieurement pourrait être de la même sous-espèce que B. m. brevicauda.

### Histoire évolutive
On pense que la famille des Balaenopteridae a divergé des autres familles du sous-ordre des Mysticeti au cours de l’oligocène. Cependant on ne sait pas quand les différents membres de cette famille divergèrent les uns des autres. La baleine bleue est actuellement classée parmi les sept espèces de baleines du genre Balaenoptera ; certains la placent dans le genre à part Sibbaldus, mais ce choix ne fait pas l’unanimité. L’analyse de sa séquence génomique indique que la baleine bleue est, du point de vue phylogénétique, plus proche de la baleine à bosse (Megaptera) et de la baleine grise (Eschrichtius) que d’autres espèces du genre Balaenoptera. Si des recherches plus approfondies confirment ces analyses, il sera nécessaire de revoir la classification des rorquals.
- Balaenopteridae et Eschrichtiidae
  - 
    - 
      - B. musculus
      - Megaptera novaeangliae
      - Eschrichtius robustus

    - 
      - B. physalus
      - 
        - B. edeni
        - 
          - B. borealis
          - B. brydei
            - B. omurai

  - 
    - B. bonaerensis
    - B. acutorostrata

## La baleine bleue et l'homme

### L'ère de la chasse à la baleine

La population de baleines bleues a connu un déclin spectaculaire à cause de la pêche commerciale

Les baleines bleues ne sont pas faciles à tuer ou capturer. Leur vitesse et leur puissance en faisaient une cible peu privilégiée pour les premiers baleiniers qui préféraient s’attaquer aux cachalots et aux baleines franches. En 1864, le norvégien Svend Foyn équipa un bateau à vapeur avec des harpons spécialement conçus pour chasser de grosses baleines. Initialement peu commode et peu efficace, le canon-harpon fut amélioré par Foyn et bientôt plusieurs stations de chasse de baleines furent établies sur la côte du Finnmark, au nord de la Norvège. À la suite de conflits avec les pêcheurs locaux, le gouvernement norvégien prit la décision d'interdire la chasse à la baleine sur son territoire et ces stations furent fermées.
Les baleines bleues furent bientôt chassées en Islande (1883), aux îles Féroé (1894), à Terre-Neuve (1898) et au Spitzberg (1903). En 1904-1905 les premières baleines bleues furent tuées au large de la Géorgie du Sud. En 1925, avec les avancées importantes dans la conception des navires-usines, et l’utilisation de bateaux à vapeur, les prises de baleines bleues, et de baleines en général, augmentèrent de façon spectaculaire dans l’Antarctique et le sub-Antarctique. Entre 1930 et 1931, ces bateaux tuèrent 29 400 baleines bleues rien que dans l’Antarctique. À la fin de la Seconde Guerre mondiale les populations avaient très fortement diminué, et en 1946 les premiers quotas posant des restrictions sur le commerce international de baleines furent introduits, mais ils furent inefficaces du fait du manque de différenciation entre les espèces. Les espèces rares pouvaient être chassées de la même façon que celles qui étaient encore relativement abondantes. La chasse de la baleine bleue fut interdite dans les années 1960 par la Commission baleinière internationale,, et la chasse illégale pratiquée par l’URSS prit fin dans les années 1970, date à laquelle 330 000 baleines bleues avaient été tuées dans l’Antarctique, 33 000 dans le reste de l’hémisphère sud, 8 200 dans le Pacifique Nord et 7 000 dans l’Atlantique Nord. La population la plus importante à l’origine, dans l’Antarctique, avait été réduite à 0,15 % de la population initiale. La baleine bleue a clairement été menée au bord de l'extinction par la chasse. Son rythme de reproduction lent (gestation d'un an) et la faible taille des portées (un ou deux baleineaux) font que la reprise de la croissance de la population est lente.

### Les menaces autres que la chasse
Du fait de leur taille, leur puissance et leur vitesse, les baleines bleues adultes n’ont pas réellement de prédateur naturel. Il existe toutefois un cas, avéré dans le National Geographic, d’une baleine bleue attaquée par des orques. Bien que les orques furent incapables de tuer l’animal directement durant l’attaque, la baleine souffrait de graves blessures et est probablement morte peu de temps après. Il existe également une mortalité naturelle liée aux glaces transportées au printemps et à l'automne par le vent ou le courant. Des études sur les baleines bleues au large de Terre-Neuve ont montré que de nombreux individus avaient des cicatrices sur le dos, témoins de ce genre de blessures.
Les baleines bleues peuvent être blessées, parfois mortellement, après être entrées en collision avec un navire, ou être piégées ou étouffées dans des filets de pêches. L’augmentation toujours croissante de bruit dans les océans, en couvrant les sons émis par les baleines, peut rendre la communication entre animaux plus difficile. La menace humaine pour une éventuelle recrudescence du nombre de baleines bleues provient également de l’accumulation de polychlorobiphényle (PCB) dans le corps des baleines.
Le réchauffement climatique provoque la fonte des glaciers et du permafrost et permet à de grandes quantités d’eau douce de se déverser dans les océans. On peut s’inquiéter des effets de cet afflux d’eau douce sur la circulation thermohaline. En considérant les modes migratoires de la baleine bleue qui sont principalement basés sur la température des océans, un dysfonctionnement de cette circulation qui fait se déplacer eau chaude et eau froide autour de la terre devrait perturber les migrations des baleines. Le changement de la température des océans devrait également modifier l’approvisionnement de la baleine en nourriture. La tendance du réchauffement et de la salinité décroissante devrait engendrer de sérieux changements dans la localisation du krill et son abondance.

### La baleine bleue dans la culture

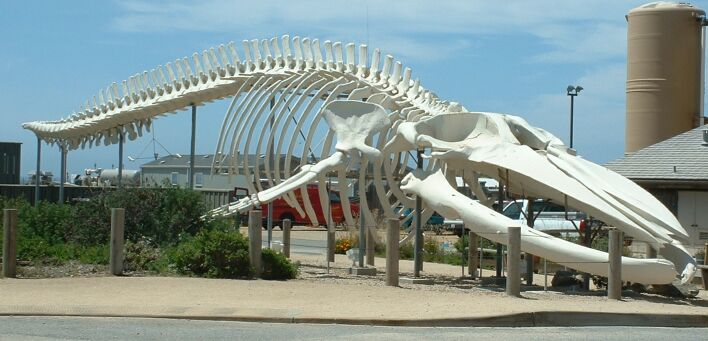
Un squelette de baleine bleue, devant le Long Marine Laboratory à l’université de Californie, à Santa Cruz

Le Musée d'histoire naturelle de Londres contient un célèbre squelette et un modèle à taille réelle de baleine bleue, qui furent les premiers de la sorte dans le monde, mais ont été reproduits à l’université de Californie à Santa Cruz. De la même façon, le muséum d’histoire naturelle américain à New York City a un modèle à taille réelle dans son hall de la vie dans les océans.
L’aquarium du Pacifique à Long Beach, en Californie, montre un modèle à taille réelle de baleine bleue avec son baleineau suspendue au plafond de son hall principal.
Des baleines bleues vivantes peuvent être rencontrées lors de croisières dans le Golfe du Maine, et elles sont la principale attraction le long de la rive nord du golfe du Saint-Laurent et dans l’estuaire du Saint-Laurent.
La baleine bleue est apparue dans la culture populaire des enfants dans le film de 1967 Docteur Dolittle, où elle apparaît comme un symbole de taille et de force lorsqu’elle est utilisée pour déplacer une île.
Elle a été chantée par Steve Waring dans son album pour les enfants La Baleine bleue (1973 réédition 2000) puis par Léo Ferré dans son album L'Opéra du pauvre (1983), où une baleine bleue adresse un monologue ironique (et libertaire) aux hommes.
Une baleine bleue femelle, surnommée Tante Margot, est le personnage principal du roman de Pierre Boulle : La Baleine des Malouines (Julliard, 1983).

### Références taxonomiques

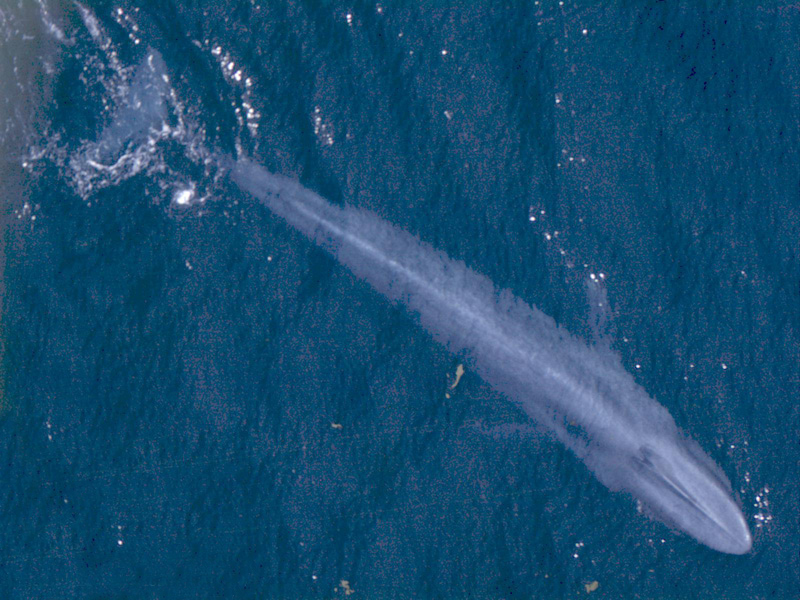
La couleur « bleue » de la baleine bleue